# Barbu forgeron
Psilopogon faber
Espèce
Synonymes
- Megalaema faber Swinhoe, 1870
(protonyme)
- Megalaima oorti faber Swinhoe, 1870
- Megalaima faber

Statut de conservation UICN

 LC  : Préoccupation mineure
Le Barbu forgeron ou Barbu chaudronnier (Psilopogon faber, anciennement Megalaima faber) est une espèce d'oiseaux de la famille des Megalaimidae.
Cet oiseau doit son nom à ses cris d'appel répétés qui rappellent le bruit du métal qu'on bat.

## Répartition
Cet oiseau vit dans le sud de la Chine.